# گرتا اسکارانو
گرتا اسکارانو (انگلیسی: Greta Scarano؛ زادهٔ ۲۷ اوت ۱۹۸۶) بازیگر اهل ایتالیا است.
از فیلم‌ها یا برنامه‌های تلویزیونی که وی در آن نقش داشته‌است، می‌توان به سوبورا، تحت درمان و واحد ضد مافیا اشاره کرد.